# Duško Tambača
Duško Tambača (Šibenik, 3. srpnja 1946. – ?, 13. veljače 2024.) bio je hrvatski glazbeni pedagog, skladatelj, melograf.
Rodio se u Šibeniku 3. srpnja 1946. godine. Školovao se u Splitu. Mnogo je doprinio razvoju klapskog pjevanja u Dalmaciji. Utemeljio je i vodio velik broj klapa kao što su: Šufit, Cambi, Dalmacija, Puntari, Trogir i dr. Skladao je mnogo klapskih pjesama, šansona, zabavnih i duhovnih pjesama. Osvajao je brojne nagrade na festivalima, naročito na Festivalu dalmatinskih klapa u Omišu. Uglazbio je i stihove mnogih čakavskih pjesnika. Promicao je žensko klapsko pjevanje i pridonio njegovom razvoju. Kao melograf zabilježio je mnoge dalmatinske napjeve. Ravna Festivalom sjevernojadranskih klapa u Senju. Bio je dopredsjednik i jedan od osnivača Udruge radio Sudamja u Splitu za pomoć djeci s posebnim potrebama. Član je Hrvatskog društva skladatelja, Hrvatske glazbene unije i Matice hrvatske. Živi i radi u Splitu.